# GPTZero
GPTZero是一款人工智慧內容檢測軟體，旨在辨識由大型語言模型產生的文字內容。
儘管GPTZero被認為有助於防止學術不誠實行為，但遭到多家媒體批評誤判率過高，特別是在學術環境中可能對無辜者造成傷害。

## 歷史
GPTZero由普林斯頓大學本科生田艾德華（英語：開發，於2023年1月上線，其目的是為應對AI被濫用於學術抄襲的問題。2023年5月，該公司宣布已籌得超過350萬美元的種子資金。
上線首週，GPTZero使用次數超過3萬次，導致系統癱瘓。網站開發平台Streamlit隨後提供更多伺服器資源支援。到了2024年7月，該平台用戶已突破400萬，較前一年成長四倍。
2024年夏季，GPTZero完成A輪融資，募得1000萬美元。
2024年9月，GPTZero宣佈推出一套寫作過程追蹤工具，能記錄使用者的寫作歷程，包括複製貼上紀錄、編輯人數與花費時間等，期望提供一種更細緻的方式來理解AI寫作，而非全然的「人」或「AI」的二分法。

## 運作機制
GPTZero透過兩項指標「困惑度」（英語：perplexity）與「爆發性」來判斷文字是否由AI產生。根據官方說明，「困惑度」是評估語句對人工智慧而言是否難以預測。若語句在語法結構上對人工智慧模型來說較不常見，表示可能是人類所寫。相對地，「爆發性」則是比較句子間的變化程度。人類寫作的句型變化通常比人工智慧大。

## 應用
學界曾嘗試以GPTZero解決人工智慧生成內容可能帶來的抄襲問題。包括普林斯頓大學在內的教育機構皆曾探討GPTZero的使用方式，但看法不一。2023年10月，GPTZero與美國教師聯盟（AFT）建立合作關係。
2024年，田艾德華表示GPTZero也廣泛應用於人力資源領域，如履歷與求職信的分析。

## 功效
2023年3月，美國馬里蘭大學的電腦科學家維努·桑卡爾·薩達西萬（英語：Vinu Sankar Sadasivan）、昂農·庫馬爾（英語：Aounon Kumar）、斯裡拉姆·巴拉蘇布拉馬尼安（Sriram Balasubramanian）、王文曉（Wenxiao Wang） 以及索海爾·費茲（英語：Soheil Feizi）發表論文《AI生成文字是否可被可靠偵測？》（英語：Can AI-Generated Text be Reliably Detected?），理論與實證指出多數AI偵測器在實際應用上皆不可靠。
科技網站Futurism測試該工具後指出，雖然GPTZero結果令人印象深刻，但其誤判率可能導致依賴該工具的教師錯誤指控近20%的清白學生有學術不當行為。
《華盛頓郵報》於2023年8月的報導也指出GPTZero存在誤判問題，並強調即使GPTZero的誤判率很低，仍有可能導致無辜學生被錯誤指控（有學術不當行為）。
科技媒體Ars Technica指出，人類有時也會寫出非常規律的句子，這會使GPTZero判定為AI所寫。作者本傑·愛德華茲（英語：Benj Edwards）指出，「困惑度」僅判斷哪些句子對人工智慧說是否「不尋常」，導致像《美國憲法》這類常見文本，也可能被誤判為 AI 生成。

## 外部連結
- Cassidy, Caitlin. . The Guardian. 2023-01-11.